# Javabladfågel
Javabladfågel (Chloropsis cochinchinensis) är en fågel i familjen bladfåglar inom ordningen tättingar.

## Utbredning och systematik
Javabladfågeln förekommer enbart på Java i Indonesien. Tidigare ansågs den utgöra en del av den vida spridda arten blåvingad bladfågel, men behandlas numera som egen art. 

## Status
Javabladfågeln har drabbats mycket hårt av pågående insamling för burfågelindustrin och har försvunnit från många områden. De senaste tio åren tros den ha minskat med över 50 %. Internationella naturvårdsunionen IUCN kategoriserar arten som starkt hotad.